# 버밍엄 시티 WFC
버밍엄 시티 WFC(영어: Birmingham City W.F.C.)는 잉글랜드 버밍엄을 연고로 하는 여자 축구 클럽이다. 현재 잉글랜드 여자 축구 2부 리그인 FA 여자 챔피언십에 참가하고 있다.

## 역대 성적
- FA 여자 슈퍼리그 1 2회 준우승 (2011, 2012)
- FA 여자컵 1회 우승 (2011-12), 1회 준우승 (2017)
- FA 여자 리그컵 2회 우승 (2011, 2012)
- FA 여자 내셔널리그컵 1회 준우승 (2001-02)
- 하트 오브 잉글랜드 리그 1회 우승 (1971-72)
- 웨스트미들랜드 리저널 리그 4회 우승 (1974-75, 1976-77, 1987-88, 1988-89)
- 미들랜드 콤비네이션 위민스 풋볼 리그 1회 우승 (1998-99)
- FA 여자 내셔널리그 북부 디비전 1회 우승 (2001-02)

## 선수단
- 조소현
- 최유리

## 같이 보기
- 분류:버밍엄 시티 WFC의 축구 선수
- 잉글랜드의 여자 축구